# La Famille Sapajou

La Famille Sapajou est un téléfilm français réalisé par Élisabeth Rappeneau, diffusé en 1997. Il précède La Famille Sapajou - le retour et Sapajou contre Sapajou.

## Synopsis
Par une fantaisie de l’administration, une famille de SDF est relogée dans un immeuble chic du 16e arrondissement de Paris, au grand dam des  voisins.

## Fiche technique
- Réalisateur : Élisabeth Rappeneau
- Scénario : Alexis Lecaye
- Producteur : Jean-Pierre Guérin
- Sociétés de production : Canal+, GMT Productions, TF1
- Directeur de production : Joël Gautier, Gérard Monnier
- Photo : Jean-Pierre Aliphat
- Son : Martin Boissau, Cathy Chamorey, Christian Fontaine, Dominique Lever
- Musique : Bruno Coulais
- Décors : Michèle Abbé-Vannier
- Costumes : Framboise Maréchal
- Maquillage et coiffure : Armel Corre, Emmanuelle Fèvre, Laure Gachter, Patrick Girault, Jannick Roda
- Montage : Catherine Chouchan
- Caméra et département électrique : Éléonore Faucher, Jacques Morell, Christophe Offenstein, Corrine Oréal
- Assistants réalisateurs : Chantal Chauzy, Julien Gayot, Nicole Mollion
- Casting : Nora Habib
- Département Éditorial : Stéphanie Garboua, Annie Lemesle, Olivier Veinat
- Divers : Brigitte Hedou (superviseur), Laurence Tacchino (secrétaire production)
- Date de diffusion : 17 janvier 1997
- Pays d'origine :  France
- Format : Couleurs
- Genre : Comédie
- Durée : 90 minutes

## Distribution
- Robin Renucci : Julien Sapajou
- Marie Trintignant : Marianne Sapajou
- Michel Aumont : Pépé Sapajou
- Barbara Schulz : Justine Sapajou
- Fanny Valette : Élisabeth
- Bruno Putzulu : Vlaski
- Éric Frey : Roger Soulier
- Chantal Bronner : Christine Soulier
- Jean-Claude Jay : Le Général
- Jacqueline Jehanneuf : La Générale
- Samantha Marciszewer : Elisa Sapajou
- Cyril Demolliere : Thomas Sapajou